# Yellapragada Subbarow

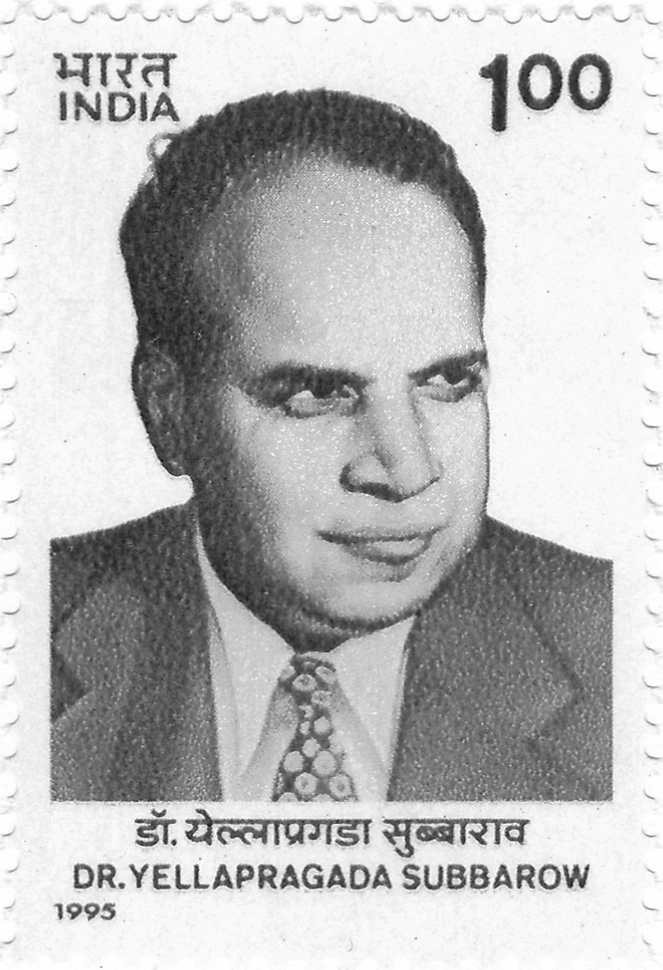
Yellapragada Subbarow

Yellapragada Subbarow (* 12. Januar 1895 in Bhimavaram, damals Präsidentschaft Madras, Britisch-Indien, heute Andhra Pradesh; † 8. August 1948 in New York City) war ein indischer Biochemiker, der eine Rolle in der Entwicklung von Breitbandantibiotika nach dem Zweiten Weltkrieg spielte und für die Entwicklung von Methotrexat bekannt ist.

## Leben
Subbarow wurde in der kleinen Küstenstadt Bhimavaram im damaligen Britisch-Indien geboren und wollte ursprünglich in die Ramakrishna-Mission, wurde aber umgestimmt, Medizin zu studieren. Subbarow studierte an der Madras Medical School, erregte aber den Unwillen seines Chirurgie-Professors M. C. Bradfield, als er als überzeugter Anhänger von Mohandas Gandhi in Khadi-Kleidung statt in Chirurgenkleidung erschien. Bradfield stufte deshalb seine Noten herab. Er versuchte erfolglos im Medizinischen Dienst von Madras beschäftigt zu werden und unterrichtete stattdessen an einem Ayurveda-College (Lakshmipathi’s Ayurvedic College) in Madras – er selbst war stark an traditioneller indischer Medizin interessiert, mit der er seine Tropische Sprue behandelte und die darunter ausheilte. Außerdem waren zwei seiner Brüder an Tropenkrankheiten gestorben, was ihn beim Medizinstudium motivierte. Subbarow ging 1922 in die USA, wo er an der Harvard Medical School studierte und promovierte. In Harvard arbeitete er nach dem Diplom 1924 mit Cyrus Hartwell Fiske in der Abteilung Biochemie an der Bestimmung des Phosphorgehalts in Geweben und Körperflüssigkeiten (Entwicklung der Fiske-Subbarow-Methode, einer kolorimetrischen Methode der Abschätzung des Phosphorgehalts in Blut und Urin) und erkannte die Bedeutung von ATP und Phosphokreatin für die Muskelaktivität. Um sein Studium zu finanzieren (seine indischen Abschlüsse erkannte man in Boston nicht an), arbeitete er anfangs als Nachtwächter im Peter Bent Brigham Hospital. Nach der Promotion ging er, nachdem er in Harvard keine reguläre Stelle erhielt, 1940 als Forschungsdirektor zu den Lederle Laboratories in New York, die zur Firma American Cyanamid gehörten. 1948 starb er im Schlaf.
Subbarow isolierte und synthetisierte Folsäure (aus Leber und einer bakteriellen Quelle) und Vitamin B12. Sie spielte schließlich auch eine Rolle bei der Therapie von tropischem Sprue, einer Krankheit, an der Subbarow selbst gelitten hatte und ein Bruder gestorben war. Hier entstand seine Zusammenarbeit mit dem Arzt Sidney Farber in der Entdeckung der ersten Folsäure-Antagonisten und deren Entwicklung als Chemotherapeutikum gegen Krebs. Zuerst synthetisierte er Aminopterin, mit dem Ziel es als Folsäure-Antagonist für Leukämie-Patienten zu verwenden (1947). Es wirkte bei diesen stark krebshemmend und das danach entwickelte Methotrexat wirkte auch bei anderen Krebsarten.
Weitere Medikamente, die er entwickelte, waren Hetrazan gegen Wurmkrankheiten wie Filariose. In seinem Labor wurde auch das erste Tetracyclin entwickelt (Chlortetracyclin durch Benjamin Duggar 1945). Damals rief man in der US-Armee dazu auf, weltweit Bodenproben für die Untersuchung auf Antibiotika aus Pilzen zu sammeln, um die bisher bekannten Antibiotika Penicillin und Streptomycin zu ergänzen. Das Screening erfolgte auch in den Lederle Labs, und unter seiner Leitung fand man auch weitere Antibiotika wie Aureomycin und Polymyxin.
Kurz vor seinem Tod hatte er nach langem Bemühen auch die US-Staatsbürgerschaft erworben.